# Oligoclada borrori
Oligoclada borrori is een libellensoort uit de familie van de korenbouten (Libellulidae), onderorde echte libellen (Anisoptera).
De wetenschappelijke naam Oligoclada borrori is voor het eerst geldig gepubliceerd in 1945 door Santos.